# René Sain
Pour les articles homonymes, voir Sain.
René Sain, écuyer, sieur de la Farinière, mort en 1650, fut maire de Tours de 1613 à 1614. 

## Biographie
René Sain est le fils puîné de Jean Sain, sieur de Beauregard et de La Grange-Marcadier, contrôleur des tailles, maire de Châtellerault, et de Jeanne Le Proust, ainsi que le petit-neveu de Claude Sain, maire d'Orléans.
Il est auditeur de la Chambre des comptes de Paris en 1596.
Conseiller du roi et président-trésorier général de France au bureau des finances de la généralité de Tours (1599-1650), échevin perpétuel de la ville à partir de l'année 1611. Il sera maire de Tours de 1613 et 1614. Il fut également député du bailliage de Touraine et Amboise pour les trois  ordres.
Il est le gendre du maire Claude Cottereau, dont il épouse en 1599, la fille Jeanne, le couple aura trois fils, Claude de Sain de Bois-Le-Comte (père de Joseph Sain), René et Dominique, et une fille, Marie, épouse de Gaspard Varice, sieur du Vauléard  .
À sa mort, sa fortune est estimée autour de 200 000 livres.

## Sources
- François-Alexandre Aubert de La Chesnaye Des BoisDictionnaire De La Noblesse, vol. 12, p. 429, 1778
- Jean Chenu, « Recueil des antiquitez et priviléges de la ville de Bourges et de plusieurs autres villes capitales du royaume », 1621
- Mémoires de la Société archéologique de Touraine, vol. 4, p. 90, éd. Société archéologique de Touraine, 1855